# The Opium Smugglers
The Opium Smugglers è un cortometraggio muto del 1912 scritto, interpretato e diretto da William Duncan.

## Produzione
Il film fu prodotto dalla Selig Polyscope Company.

## Distribuzione
Distribuito dalla General Film Company, il film - un cortometraggio di una bobina - uscì nelle sale cinematografiche statunitensi il 15 ottobre 1912.